# Abilio del Campo y de la Bárcena
Abilio del Campo y de la Bárcena (Valdazo, Burgos, 22 de febrero de 1908-Burgos, 2 de agosto de 1980) fue un obispo católico español. 

## Biografía
Nació en Valdazo (Burgos) el 22 de febrero de 1908.
Ingresó en el Seminario de Burgos y fue ordenado presbítero el 30 de mayo de 1931.  
Curso estudios en la Universidad Pontificia de Burgos y en el Pontificio Instituto Bíblico, alcanzando la Licenciatura en Filosofía, en Sagrada Escritura y en Derecho Canónico y el Doctorado en Teología Sagrada. 
Fue Catedrático de Sagrada Escritura y Lengua Griega y Hebrea del Seminario de Burgos y profesor de italiano en el Instituto de enseñanza media Cardenal López de Mendoza de Burgos.  
Obtuvo por oposición el cargo de canónigo lectoral de la Catedral Metropolitana de Burgos. 

### Episcopado
El 29 de octubre de 1952, cuando era Canciller-Secretario del Arzobispado de Burgos fue preconizado obispo auxiliar de Calahorra y La Calzada y obispo titular de Pionia. Recibió la ordenación episcopal el 30 de octubre de 1952, en la Catedral de Burgos, de manos del Sr. Arzobispo de Burgos D. Luciano Pérez Platero, siendo sus padrinos D. Antonio Martínez Díaz, secretario de la Diputación de Vizcaya y D.ª Fabiana Zabaleta de Martínez Díaz. 
El 7 de mayo de 1953, sucedió a D. Fidel García Martínez, como obispo titular de Calahorra y La Calzada. El 15 de octubre de 1954, se realiza el acto de coronación de  Nuestra Señora de Valvanera como patrona de la Rioja en presencia del nuncio Ildebrando Antoniutti, del ministro del Aire, Eduardo González Gallarza, y del general Francisco Franco en la que fue su primera visita oficial a la provincia de Logroño.
Como consecuencia de la consagración como concatedral de la antigua colegiata de la Redonda, en 1959 la Diócesis de Calahorra y la Calzada, se convirtió en la de Calahorra y La Calzada-Logroño.
Durante el Concilio Vaticano II, intervino en la elaboración del esquema sobre la libertad religiosa. Fue miembro del primer consejo de patronos para los Centros de Estudios Eclesiásticos de la Universidad de Navarra.
Continuó como pastor de la misma, hasta que se jubiló el 20 de diciembre de 1976 a los 68 años. Permaneció como emérito hasta su fallecimiento en Burgos, el 2 de agosto de 1980. Sus restos fueron trasladados a la catedral de Santa María (Calahorra), donde reposan.

## Distinciones
- Cruz de la Orden de San Raimundo de Peñafort (1964)